# Matías Ibarra
Matías Ariel Ibarra (Córdoba, 17 febbraio 1981) è un ex cestista argentino con cittadinanza italiana.